# Thrasybulos (Feldherr von Athen)
Thrasybulos (griechisch Θρασύβουλος Thrasýboulos), auch verkürzt Thrasybul; * um 440 v. Chr. in Steiria, Attika; † 388 v. Chr. in Aspendos (Kleinasien) war ein attischer Stratege. Er kommandierte in mehreren Gefechten des Peloponnesischen Krieges Flotten oder einzelne Kontingente des Attischen Seebundes. Nachdem Athen am Ende des Krieges von Sparta besetzt worden war, befehligte er eine Gruppe Aufständischer, der es gelang, eine von Sparta unterhaltene Garnison Athens zu besiegen und die Demokratie wiederherzustellen. Thrasybulos starb als Anführer einer attischen Flotte im Korinthischen Krieg.

## Frühes Leben
Über Thrasybulos’ Privatleben ist fast nichts bekannt. Sein Vater trug den Namen Lykos und stammte aus dem Dorf Steiria, nahe Athen. Heute liegt dieses Dorf bei Porto Rafti, in der Gemeinde Markopoulo Mesogeas. Er wurde vermutlich zwischen 455 und 441 v. Chr., jedenfalls aber vor 430 v. Chr. geboren. Er war verheiratet und hatte zwei Kinder. Thrasybulos entstammte einer vermögenden Familie. Dies wird deutlich, da er bald den Posten eines Trierarch (Kommandant einer Triere) innehatte, welches mit beträchtlichen Kosten verbunden war. Vermutlich gehörte er sogar zum Adel: Seine Tochter heiratete den Enkel des bekannten Staatsmannes Nikias.
Bis 411 v. Chr. hatte er sich als pro-demokratischer Politiker etabliert, wie die im Folgenden beschriebenen Ereignisse deutlich machen. Er wird jedoch in keiner Quelle vor 411 v. Chr. erwähnt, daher sind seine tatsächlichen politischen Handlungen unklar.
Thrasybulos war ein Befürworter des attischen Imperialismus und Expansionismus sowie der Demokratie nach Prägung des Perikles (495–429 v. Chr.). Er scheint ein eher unspektakulärer Redner gewesen zu sein, allerdings bezeugt Plutarch, er habe die „lauteste Stimme aller Athener“ gehabt. Während seiner politisch aktiven Zeit scheint Thrasybulos Teil einer Gruppe gewesen zu sein, die man heute als „populistische Fraktion“ bezeichnen würde.

## Der Peloponnesische Krieg
Im Jahre 413 v. Chr., in der Hauptphase des Peloponnesischen Krieges, war Athens Flotte bei der Sizilienexpedition vollständig vernichtet worden. Dadurch geriet die mächtige Stadt in die größte Krise ihrer Geschichte. Der Attische Seebund drohte zu zerbrechen, mehrere der lange unterdrückten Mitgliedsstädte probten mit Unterstützung des von Sparta geführten Peloponnesischen Bundes den Aufstand.
Athen verwendete die letzten Reserven der Bundeskasse, um eine neue Flotte aufzustellen und die Krise abzuwenden. Alle verfügbaren Schiffe wurden derweil im Hafen der Insel Samos versammelt, unter ihnen die Triere von Thrasybulos.

## Der Staatsstreich von 411 v. Chr.
Im Klima der allgemeinen Krise planten die Adligen Athens den langersehnten Umsturz der demokratischen Regierung. Sie bildeten eine Verschwörung mit dem Ziel, Athen unter eine Oligarchie zu stellen. Für diesen Plan sollte die Unterstützung des ehemaligen Feldherrn Alkibiades gewonnen werden, der zu Beginn der Sizilienexpedition wegen angeblicher Religionsfrevel verbannt worden war und nun für die Spartaner arbeitete. Die Oligarchen begannen ihre Verschwörung auf Samos mit der Planung eines Coups zum Sturz der demokratischen Regierung der Insel.
In der modernen Geschichtsforschung ist umstritten, welche Rolle Thrasybulos bei der Verschwörung hatte. Donald Kagan vermutet, dass Thrasybulos eines der Gründungsmitglieder des Bundes war und eine moderate Oligarchie befürwortete, jedoch vom extremen Vorgehen der Verschwörer abgestoßen wurde. R. J. Buck hält dagegen, dass Thrasybulos vermutlich nicht in den Plan involviert war, da er zur fraglichen Zeit vielleicht gar nicht auf der Insel war.
Bei ihrer Rückkehr nach Athen erreichten die Verschwörer den Sturz der Demokratie und errichteten eine Oligarchie aus 400 ausgewählten Bürgern. Auf Samos jedoch schlug der gleichzeitig stattfindende Staatsstreich fehl: Die Demokraten der samischen Regierung hatten von dem Plan erfahren und informierten die Strategen Leon, Diomedon, Thrasyllos und Thrasybulos. Mit der Hilfe der vier Generäle und ihrer Truppen konnte der Versuch der Machtergreifung niedergeschlagen werden.
Als Samos jedoch ein Schiff nach Athen schickte, um von den Vorfällen zu berichten, wurde die Mannschaft dort von der neuen oligarchischen Regierung gefangen genommen. Samos sagte sich daraufhin von Athen los und wählte seine eigenen Heerführer, unter ihnen Thrasyllos und Thrasybulos, die der Demokratie beistehen und den Kampf gegen Sparta fortführen sollten.
Eine von Thrasybulos’ ersten Handlungen war es, Alkibiades auf die Seite der Demokraten zu holen, wofür er sich bereits seit längerer Zeit eingesetzt hatte. Nachdem er die Unterstützung der Samier für dieses Vorgehen erwirkt hatte, segelte er davon und brachte Alkibiades nach Samos. Sein Ziel war es, die Perser davon zu überzeugen, ihre Unterstützung für Sparta einzustellen. Alkibiades hatte großen Einfluss auf den Satrapen Tissaphernes, den persischen Heerführer in Kleinasien. Alkibiades wurde an Thrasybulos’ Seite zum Strategen gewählt. Kurz darauf fiel die Oligarchie der 400 auch in Athen wieder, nachdem Euböa, die größte und reichste Insel des Attischen Reiches, revoltiert und sich losgesagt hatte.

## Der Kampf gegen Sparta
In den folgenden Monaten führte Thrasybulos attische Flotten in mehreren großen Gefechten. In der Schlacht von Kynossema war es seinem Flügel zu verdanken, dass die Flotte nicht von den Spartanern eingeschlossen und besiegt wurde. Kurz darauf kommandierte Thrasybulos in der Schlacht von Abydos erneut einen Flügel der attischen Flotte. Die Schlacht endete ebenfalls siegreich für Athen.
In der Schlacht von Kyzikos, 410 v. Chr., führte Thrasybulos eine Schwadron attischer Schiffe. In diesem Kampf lockte Alkibiades mit einer kleinen Gruppe von Schiffen die spartanische Flotte aus dem Hafen. Als die Flotte ein gutes Stück vom Land entfernt war, erschienen Thrasybulos und Theramenes mit je einer Schwadron achtern der Spartaner und schnitten ihnen den Rückweg in den Hafen ab. Die Spartaner wurden an einen nahegelegenen Strand gedrängt, wo sie ihre Schiffe aufgaben. Alkibiades setzte ihnen nach und versuchte, die Schiffe zu kapern. Die Spartaner konnten jedoch mit Hilfe persischer Truppen Alkibiades zurückdrängen und drohten ihn ins Meer zurückzuwerfen. Daraufhin landeten Thrasybulos und Theramenes mit ihren Truppen an verschiedenen Stellen des Strandes und konnten somit die vereinten Spartaner und Perser überwältigen. Dadurch gewannen die Athener alle spartanischen Schiffe, die nicht im Gefecht zerstört worden waren.
In den Jahren 409 und 408 v. Chr. scheint Thrasybulus viel Zeit bei den Kämpfen um Thrakien verbracht zu haben, wo er Städte zurückeroberte und die Tributzahlungen für den Attischen Seebund sicherstellte. Im Jahr 407 v. Chr. kommandierte er eine Flotte, die die kleinasische Stadt Phokaia belagerte. Die Belagerung musste aufgehoben werden, als der spartanische Nauarch Lysander die attische Flotte unter Alkibiades in der Schlacht von Notion besiegte. Alkibiades und Thrasybulos verloren ihre Posten als Strategen.
In der Schlacht bei den Arginusen 406 v. Chr. trat er als Befehlshaber einer attischen Hilfsflotte in Erscheinung, die den Strategen Konon befreien sollte, der mit seiner Flotte bei Mytilene auf der Insel Lesbos festsaß. Die Seeschlacht war ein bedeutender Sieg für Athen; nach der Schlacht führten die Strategen den Großteil der Schiffe fort, um die Peloponnesische Flotte zu verfolgen. Thrasybulos und Theramenes blieben mit einer kleinen Flotte zurück, um die Überlebenden der Seeschlacht zu bergen. Dieses Unternehmen schlug jedoch fehl, da ein starker Sturm die Schiffe an Land zerschellen ließ, wobei Tausende Athener ertranken. Das Resultat war ein politischer Skandal, der in einer feurigen Debatte zwischen Theramenes und den Strategen über die Schuld an dem Unglück gipfelte. Am Ende wurden mehrere Strategen hingerichtet. Thrasybulos scheint aus nicht bekannten Gründen nur sehr wenig in der Debatte gesagt zu haben.

## Die Herrschaft der Dreißig
Zwei Jahre später, 404 v. Chr., endete der Peloponnesische Krieg. In der Schlacht bei Aigospotamoi gegen den spartanischen Seeherrn Lysander hatte ein unfähiges Admiralskollegium die gesamte attische Flotte von 180 Schiffen verloren. Einzig der Stratege Konon entkam mit zehn Schiffen der Katastrophe. Bald darauf musste Athen kapitulieren und der Attische Seebund wurde aufgelöst. In der Stadt wurde ein strenges oligarchisches Regime eingesetzt, das als Herrschaft der Dreißig bekannt wurde. Die neue Regierung ließ zahlreiche Bürger hinrichten und nahm den anderen die meisten ihrer Rechte. Die Maßnahmen der Regierung wurden so extrem, dass Theramenes sich mit Kritias (einem Onkel Platons) überwarf und selbst zum Tode verurteilt wurde. Aus Furcht um ihr Leben flohen zahlreiche Athener nach Theben.
Thrasybulos hatte im Gegensatz zu Theramenes von Anfang an gegen die oligarchische Herrschaft protestiert und war dafür ins Exil nach Theben verbannt worden. Dort wurde er vom führenden Politiker Thebens, Ismenias, willkommen geheißen, der die Pläne der Exilanten für eine Rückkehr nach Athen förderte. Im Jahr 403 v. Chr. führte Thrasybulos eine Gruppe von 70 Exilanten nach Phyle, einen gut zu verteidigenden Ort an der Grenze von Attika nach Böotien. Ein heftiger Sturm hinderte die Dreißig daran, den Exilanten gleich entgegenzutreten. Stattdessen erhielt Thrasybulos Unterstützung von zahlreichen Athenern, die sich ihm anschlossen. Als die von Sparta unterhaltene Garnison sich näherte, hatte er bereits 700 Mann unter seinem Kommando. In einem Überraschungsangriff im Morgengrauen überrannte er das Lager der Garnison, tötete 120 Soldaten und schlug die anderen in die Flucht.
Fünf Tage später war seine Streitmacht auf 1.200 Soldaten angewachsen. Er ließ 200 Mann in Phyle zurück und führte die restlichen 1.000 nach Piräus, dem Hafen von Athen. Dort befestigte er seine Position auf dem Munychia, einem Hügel oberhalb des Hafens, und wartete auf den bevorstehenden Angriff. Die Truppen der Dreißig, unterstützt von der spartanischen Garnison, marschierten auf Piräus zu. Thrasybulos und seine Männer waren 1:5 in Unterzahl, doch durch die überlegene Position, und wohl auch durch Rangstreitigkeiten unter den Dreißig, gelang es den Exilanten, die Oligarchen in die Flucht zu schlagen. Kritias wurde bei dem Kampf getötet. Die Verbliebenen der Dreißig flohen nach Eleusis. In Athen wählten die verbliebenen Oligarchen neue Anführer, die jedoch Thrasybulos nicht in Schach halten konnten. Die neuen Herrscher Athens waren gezwungen, Sparta um Hilfe zu rufen.
König Pausanias von Sparta führte ein Heer nach Athen, griff Thrasybulos an und verwickelte ihn in schwere Kämpfe. Als beide Heere sich zurückgezogen hatten, vermittelte der König einen Kompromiss zwischen den Oligarchen und Thrasybulos.
Der Kompromiss sah vor, dass die Demokratie in der Stadt wieder hergestellt würde, die Oligarchen, die es wünschten, jedoch freies Geleit ins Exil in Eleusis erhielten. Athen würde wieder eine unabhängige Stadt sein, der Seebund allerdings blieb aufgelöst.
Als Thrasybulos in die Stadt zurückkehrte, setzte er ein Gesetz durch, das den meisten Oligarchen Amnestie gewährte und sie so vor Repressalien durch die siegreichen Demokraten bewahrte. Für die Befreiung Athens wurde Thrasybulos von den Bürgern mit dem Kranz aus Ölzweigen geehrt.

## Demokratische Restauration und der Korinthische Krieg
In der wiederhergestellten Demokratie nach 403 v. Chr. war Thrasybulos ein geachteter Mann. Er vertrat eine weitergehende Demokratisierung – weiter als es die Menschen seiner Zeit akzeptieren wollten. So wollte er die Bürgerschaft auch den Metöken und Nicht-Athenern verleihen, die ihn bei dem Kampf gegen die Dreißig unterstützt hatten.
Revanchistischen Plänen bezüglich Sparta stand er zunächst zögerlich gegenüber. Um 395 v. Chr. wendete sich jedoch das Blatt: Athen verbündete sich mit Korinth, Theben und Argos und versuchte mit persischer Hilfe, die Vormachtstellung Spartas im griechischen Raum zu beenden. Zu Beginn des Korinthischen Krieges gewann Thrasybulos seine Stellung als Stratege zurück. Er organisierte den Wiederaufbau der zerstörten Langen Mauern zwischen Athen und Piräus. Nach den zwei verlorenen Schlachten von Nemea und von Koroneia musste er seinen Posten jedoch an Konon abgeben. Dessen Sieg in der Schlacht von Knidos beendete Spartas Träume von der Vormacht im östlichen Mittelmeer.
Thrasybulos geriet für einige Zeit aus dem Blickfeld, während Konon die attische Flotte in eine Reihe von Siegen führte. 392 v. Chr. reiste Konon zu einer Friedenskonferenz ins persische Sardes, wo er vom Satrapen Tiribazus gefangen genommen wurde. Nach seiner Freilassung starb er auf Zypern, noch bevor er nach Athen zurückkehren konnte. Thrasybulos, der sich gegen das Friedensangebot ausgesprochen hatte, bekam seinen alten Posten wieder. 389 v. Chr. führte er eine Flotte Trieren nach Rhodos, wo eine demokratische Regierung sich gegen Sparta erhob. Während dieser Kampagne baute Thrasybulos das Netzwerk des alten Athener Reichs aus dem vergangenen Jahrhundert wieder auf; er eroberte Byzantion (Istanbul), führte eine Zollgebühr für die Durchquerung der Dardanellen (griech. Hellespont) ein und sammelte Tributabgaben von vielen Inseln der Ägäis.
388 v. Chr., als er seine Flotte gen Süden führte, plünderten seine Truppen die Felder von Aspendos. Als Vergeltung überfielen die Bürger der Stadt in der darauffolgenden Nacht das attische Lager. Thrasybulos wurde in seinem Zelt getötet.
Die Eroberungen Thrasybulos’ aus seinem Feldzug wurden mit persischer Hilfe bald wieder rückgängig gemacht. Alarmiert durch die scheinbare Wiederauferstehung des Attischen Seebundes, der sie im 5. Jahrhundert v. Chr. aus der Ägäis vertrieben hatte, begannen die Perser nun wieder Sparta zu unterstützen. Bald wurde der so genannte Königsfrieden unter denselben Bedingungen wie bei den Verhandlungen 392 v. Chr. unter Konon abgeschlossen. Thrasybulos’ Feldzug nach 392 v. Chr. zeigte noch einmal die Macht und den Einfluss Athens, hatte jedoch keinen Langzeiteffekt.

## Historische Einschätzung
Thrasybulos gilt weithin als erfolgreicher Feldherr. Viele antike Historiker rechneten die dramatischen Siege Athens von 411 v. Chr. Alkibiades an. Einige (wie Cornelius Nepos) jedoch erkannten die entscheidende Rolle, die Thrasybulos in den Schlachten gespielt hatte. Moderne Historiker, wie Donald Kagan aus Yale und R. J. Buck, schließen sich diesem Urteil an. Sie verweisen auf die Rolle, die Thrasybulos in der Planung der Schlachten spielte, und auf sein Eingreifen bei Kyzikos, wo er Alkibiades rettete und eine bevorstehende Niederlage in einen entscheidenden Sieg verwandelte. R. J. Buck vermutet, dass Thrasybulos’ Andenken unter der antidemokratischen Tradition der antiken Geschichtsschreiber litt, die die Erfolge eines der stärksten Verfechter der attischen Demokratie kleinzureden versuchten.
Während seiner ganzen Karriere verteidigte Thrasybulos die Demokratie Athens gegen ihre Feinde. Er war einer der wenigen prominenten Bürger, denen die Samoser ihre Flotte im Kampf gegen die 400 Oligarchen anvertrauten. Später, im Kampf gegen die Herrschaft der Dreißig, riskierte Thrasybulos sein Leben, als nur wenige andere es gewagt hätten, und erreichte die Wiederherstellung der attischen Demokratie.
John Fine verweist darauf, dass die Gnade, die Thrasybulos und andere Demokraten bei ihrem Sieg über die Dreißig walten ließen, entscheidend war, um eine stabile Regierung in Athen wiederherzustellen. Während mehrere griechische Stadtstaaten wiederholt in Kriege und Rachefeldzüge verfielen, blieb Athen für viele Jahrzehnte vereint unter einer demokratischen Führung.
Thrasybulos wird allerdings auch vorgeworfen, die Zeichen der Zeit nach dem Peloponnesischen Krieg nicht erkannt zu haben, mit seinem Versuch, das alte Athener Reich wiederherstellen zu wollen. R. J. Buck vermutet, dass Thrasybulos, welcher in der Hochphase des Attischen Seebundes aufgewachsen war, die vernichtende Niederlage Athens und den Verlust der Vorherrschaft in der Ägäis nie hatte akzeptieren können. Eine kritische Sicht seines finanziellen Verhaltens gibt der Redner Lysias in seinen Reden Gegen Ergokles und Gegen Philokrates.
Thrasybulos war ein erfolgreicher General, besonders auf dem Wasser, und ein fähiger Redner, obgleich er häufiger von charismatischeren oder spektakuläreren Anführern überschattet wurde. Buck verglich ihn mit Winston Churchill, einem weiteren Vertreter imperialen Machtdenkens, der noch an seinen Vorstellungen festhielt, als sich die Welt schon weitergedreht hatte, und der sich in der dunkelsten Stunde seines Landes auf seinem Höhepunkt befand. Während der zwei Jahrzehnte, in denen Thrasybulos im Rampenlicht stand, war er stets ein Verfechter der attischen Demokratie und des Attischen Seebundes – und als er starb, stand er noch für dieselben Grundsätze ein wie bei seinem ersten Erscheinen im Jahre 411 v. Chr.